# Lars Iver Strand
Lars Iver Strand (Lakselv, 1983. május 7.-) norvég futballista, aki jelenleg a Strømsgodset IF játékosa, mint támadó középpályás. Strand pályafutásának debütálását a Tromsø I.L. focicsapatnál kezdte 2001. május másodikán. A Norvég labdarúgó-válogatottal 2005. január 22-én lépett először pályára. Strand négyéves szerződést írt alá a Vålerenga
csapatával 2007. november 12-én.

## Pályafutása
| Klub         | Szezon       | Osztály      | Liga | Liga  | Kupa | Kupa  | Összesen | Összesen |
| Klub         | Szezon       | Osztály      | Apps | Gólok | Apps | Gólok | Apps     | Gólok    |
| ------------ | ------------ | ------------ | ---- | ----- | ---- | ----- | -------- | -------- |
| 2001         | Tromsø       | Tippeligaen  | 2    | 0     | 1    | 2     | 3        | 2        |
| 2002         | Tromsø       | Adeccoligaen | 24   | 6     | 3    | 2     | 27       | 8        |
| 2003         | Tromsø       | Tippeligaen  | 14   | 1     | 6    | 5     | 20       | 6        |
| 2004         | Tromsø       | Tippeligaen  | 26   | 8     | 4    | 4     | 30       | 12       |
| 2005         | Tromsø       | Tippeligaen  | 24   | 4     | 3    | 0     | 27       | 4        |
| 2006         | Tromsø       | Tippeligaen  | 24   | 2     | 2    | 1     | 26       | 3        |
| 2007         | Tromsø       | Tippeligaen  | 23   | 4     | 4    | 0     | 27       | 4        |
| 2008         | Vålerenga    | Tippeligaen  | 19   | 0     | 4    | 0     | 23       | 0        |
| 2009         | Tromsø       | Tippeligaen  | 26   | 4     | 5    | 1     | 31       | 5        |
| 2010         | Vålerenga    | Tippeligaen  | 2    | 0     | 2    | 0     | 4        | 0        |
| 2011         | Vålerenga    | Tippeligaen  | 0    | 0     | 0    | 0     | 0        | 0        |
| 2012         | Strømsgodset | Tippeligaen  | 16   | 1     | 0    | 0     | 16       | 1        |
| Career Total | Career Total | Career Total | 200  | 30    | 34   | 15    | 234      | 45       |

## Fordítás
Ez a szócikk részben vagy egészben  a   Lars Iver Strand című angol Wikipédia-szócikk ezen változatának fordításán alapul.  Az eredeti cikk szerkesztőit annak laptörténete sorolja fel. Ez a jelzés csupán a megfogalmazás eredetét és a szerzői jogokat jelzi, nem szolgál a cikkben szereplő információk forrásmegjelöléseként.